# Rhopalizus dorsalis
Rhopalizus dorsalis är en skalbaggsart som beskrevs av Hintz 1919. Rhopalizus dorsalis ingår i släktet Rhopalizus och familjen långhorningar. Inga underarter finns listade i Catalogue of Life.